# Lauda (gênero musical)

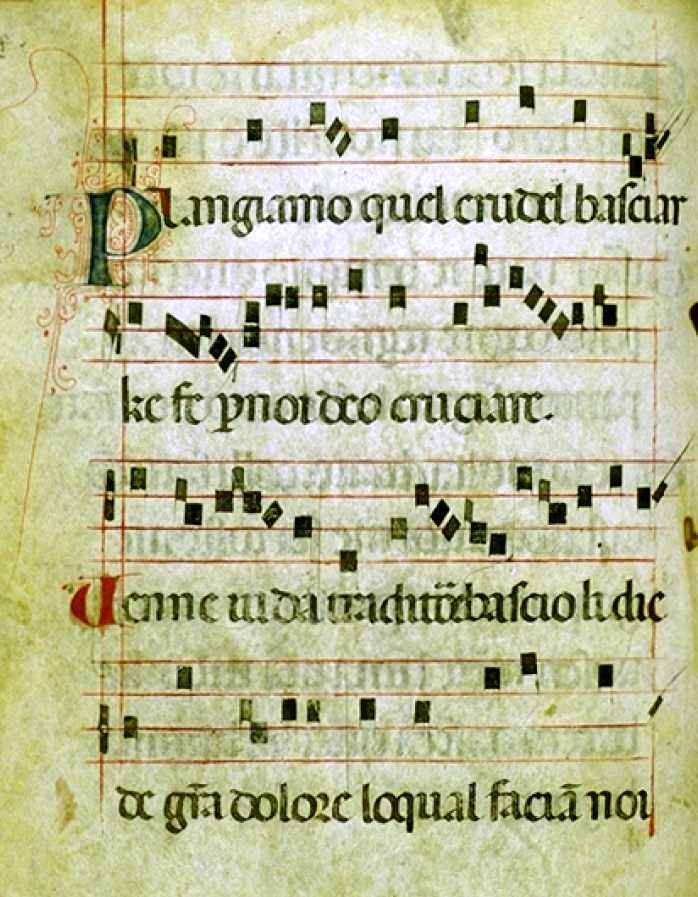
Reprodução da página 46 do Luadario Di Cortona, escrito por volta do século XIII. A página contém o início da lauda "Plangiamo quel crudel basciar[e]".

Lauda é um gênero musical da música sacra italiana, popular na época da Roma renascentista nos séculos XVI e XVII.

## Características
Uma canção de devoção não litúrgica, de caráter popular. Alguns textos eram em italiano, outros em latim, a música era a 4 vozes, sendo melodias extraídas de canções profanas. Cantadas em reuniões semipúblicas de crentes, quer a Cappella ou com instrumentos tocando as três vozes mais graves. Na sua maioria, silábicas, homofônicas e ritmicamente regulares, com melodias quase sempre situadas na voz mais aguda. Tinham simplicidade nas harmonias e eram extremamente expressivas. Próximas no espirito e no propósito da música litúrgica, raramente incorporavam temas gregorianos e não revelaram grande influência do estilo musical sacro franco-flamengo. Pelo contrario, foram os compositores dos Países baixos que na Itália se aperceberam, ao ouvirem as laudes e frottola.